# Wilhelm Jahn (Polizeipräsident)
Wilhelm Jahn (* 2. Februar 1891; † 1952) war ein deutscher Polizeibeamter und SA-Führer, zuletzt im Rang eines SA-Obergruppenführers. Er amtierte unter anderem als Polizeipräsident von Halle an der Saale und Stettin.

## Leben
Jahn, ein gelernter Bankkaufmann, begann 1920 sich politisch zu betätigen: In diesem Jahr trat er in die Deutschnationale Volkspartei ein, die er aber bereits im selben Jahr wieder verließ. 
1922 wurde er Mitglied der NSDAP und der Sturmabteilung (SA). Von 1922 bis 1930 betätigte Jahn sich als Elektro- und Automobilkaufmann in Osnabrück. Nach dem vorübergehenden Verbot der NSDAP 1923–1925 trat er ihr zum 16. August 1926 erneut bei (Mitgliedsnummer 42.635).
Seit 1931 hauptamtlicher SA-Führer, wurde Jahn 1932 zum SA-Gruppenführer befördert und zum Stabsführer der von Viktor Lutze geführten SA-Obergruppe II (SA-Gruppen Niedersachsen, Westfalen, Niederrhein und Nordsee) ernannt. Seinen höchsten Rang in der SA erreichte er im Jahr 1936 mit der Beförderung zum SA-Obergruppenführer.
Am 28. Oktober 1936 wurde Jahn zum Polizeipräsidenten von Halle (Saale) ernannt. Am 11. Januar 1939 wechselte er in der gleichen Funktion nach Stettin. Im Juli 1943 wurde er als Beamter in den Wartestand versetzt. Im Dezember 1943 wurde er in der SA zum Führer der SA-Gruppe Elbe ernannt. Auf diesem Posten verblieb er bis zum Ende des NS-Staats. 
Anlässlich der Reichstagswahl 1938 kandidierte Jahn erfolglos auf der „Liste des Führers zur Wahl des Großdeutschen Reichstages“ für ein Mandat als Abgeordneter im Reichstag (Zeit des Nationalsozialismus).